# Kristina Buožytė
Kristina Buožytė   (Klaipėda, 9 d'octubre de 1982) és una directora de cinema, guionista i productora de cinema lituana. En les seves primeres pel·lícules es va centrar en les dones, va explorar el seu món interior i les va representar utilitzant elements de fantasia. La seva pel·lícula de ciència-ficció Vanishing Waves (títol original Aurora) es descriu com una experiència de ciència-ficció hipnòtica i sensual. i conte de ciència-ficció sexualment explícit que va ser recompensat amb 22 premis internacionals a Europa i Amèrica del Nord. La darrera biofantasia de ciència-ficció d'ella i Bruno Samper, Vesper, es descriu com un conte de fades melancòlic.

## Biografia
Kristina Buožytė va néixer a Klaipėda, Lituània. Des de la seva adolescència va admirar la literatura fantàstica i va assistir a classes de teatre al Teatre Jove de Klaipeda amb ganes de convertir-se en actriu o directora de teatre. L'any 2001 Buožytė va ingressar a l'Acadèmia Lituana de Música i Teatre a Vilnius, però en aquell moment no hi havia cap curs de direcció de teatre, així que va començar a estudiar direcció de cinema i televisió i es va submergir en el món del cinema.Es va graduar a l'acadèmia amb una llicenciatura l'any 2005 i un màster l'any 2008 en direcció de cinema i televisió.
Durant els seus anys a l'acadèmia Buožytė va crear una sèrie de curtmetratges, va participar activament a Summer Media Studio a Juodkrantė, Lituània, on va ser premiada. amb el millor màrqueting pel·lícula per Pakeisk plokštelę el 2005 i el millor guionista documental per Send Me a Letter el 2006, a més de treballar en diverses companyies de cinema i televisió com a muntador, supervisor de guió i director. La primera peça destacada de Buožytė és el curtmetratge del batxillerat Pakeisk plokštelę. És una història còmica sobre les dones joves que anhelen sentiments romàntics i s'involucren en una relació amb un home petit que apareix mentre sona els discos de vinil. La pel·lícula va ser seleccionada per al festival de cinema estudiantil Kino minos 05 i va rebre comentaris positius tant de la crítica com dels professionals del cinema. El crític de cinema lituà Skirmantas Valiulis va establir una correlació entre Pakeisk plokštelę de Buožytė i Hable con ella de Pedro Almodóvar on un home insignificant es dedica a una activitat sexual

### La col·leccionista (Kolekcionierė)
La pel·lícula de màster Kolekcionierė de Kristina Buožytė tracta sobre una jove Gailė (Gabija Ryškuvienė) que va perdre la capacitat de sentir les emocions després de la mort del seu pare. Per recuperar els sentiments, Gailė ha de filmar les situacions i tornar-les a veure. Comença a construir situacions sexuals, així creix 'la col·lecció'. Segons la cineasta, la idea del guió va sorgir quan es buscava la raó per la qual la gent reacciona a les emocions que es mostren a la pantalla de manera més intensa que a les de la vida real. Des de la seva trama original fins a la representació visual dels instints essencials, Kolekcionierė va ser ressenyada com una pel·lícula freudiana, valenta i controvertida que aporta una peça nova i fresca al cinema lituà.
La pel·lícula va tenir una gran acollida internacional: es va projectar a més de 30 festivals de cinema d'Europa (Karlovy Vary, Pusan, Festival Cinema Jove, Mannheim, Kinoshock (a Anapa, Russia), Nord d'Àfrica (Festival Internacional de Cinema del Caire) i Amèrica del Sud (São Paulo). Buožytė va rebre el premi a la millor pel·lícula al cinema i la televisió lituana Premis Grua de Plata (Sidabrinė gervė) i el premi al millor director al festival de cinema Kinoshock a Rússia el 2008. L'èxit internacional del debut de la cineasta va obrir possibilitats per a la seva carrera posterior.

### Vanishing Waves (Aurora)
El segon llargmetratge de Buožytė Vanishing Waves tracta sobre el científic emocionalment remot Lucas (Marius Jampolskis) que participa en un experiment neurològic on contacta amb èxit amb una jove dona en coma anomenada Aurora (Jurga Jutaitė). Lucas es comunica inconscientment amb la personalitat reprimida de l'Aurora, trenca les regles i menteix als superiors sobre la seva relació. A causa dels límits incerts entre el somni i la realitat, Vanishing Waves sovint es compara amb Origen de Christopher Nolan, excepte quan les pel·lícules de Christopher Nolan s'anomenen estèrils i sense sexe, Buožytė ofereix al públic una descripció immersiva del món oníric inconscient com una barreja psicosexual surrealista i explícita que faria ruboritzar a Freud. Vanishing Waves també és comparada amb Eyes Wide Shut de Stanley Kubrick a causa de les seves escenes de sexe suau i Solaris de Tarkovski a causa del seu planeta titular simbòlic. Mentrestant, la directora assenyala que la pel·lícula explora els aspectes psicològics de les relacions: tots els sentiments, les actituds, els sofriments i els plaers comencen en el cap humà, per la qual cosa el focus principal se centra en l'egocentrisme del personatge principal i la seva transformació durant les experiències de desig, plaer i amor. És la primera pel·lícula de ciència-ficció feta a Lituània i la primera pel·lícula lituana distribuïda a Amèrica del Nord.
Vanishing Waves va ser nomenada millor pel·lícula fantàstica europea el 2012 i va rebre 21 premis més dels quals 15 van ser per a Kristina Buožytė pel seu treball creatiu com a guionista i directora. Les pel·lícules de Buožytė plenes d'erotisme, recerca filosòfica i esplendor visual fan del seu nou talent europeu provocador i extirpat i mereix que els cinèfils d'arreu del món ho notin.

## Filmografia
Curtmetratges
| Any  | Títol             | Director | Guionista | Editor | Notes                                                                     |
| ---- | ----------------- | -------- | --------- | ------ | ------------------------------------------------------------------------- |
| 2003 | Stop!             | Sí       | Sí        | Sí     |                                                                           |
| 2003 | Fatamorgana       | Sí       | Sí        | No     |                                                                           |
| 2003 | Skylė             | Sí       | Sí        | Sí     |                                                                           |
| 2004 | Eksperimentas     | Sí       | No        | Sí     |                                                                           |
| 2004 | Poema             | Sí       | No        | No     |                                                                           |
| 2004 | Kuklūs vyrukai    | Sí       | Sí        | Sí     |                                                                           |
| 2004 | 23 palata         | Sí       | Sí        | Sí     |                                                                           |
| 2005 | Pakeisk plokštelę | Sí       | Sí        | Sí     |                                                                           |
| 2006 | Juozas Meškauskas | Sí       | Sí        | Sí     | Cuirt documental                                                          |
| 2014 | K is for Knell    | Sí       | Sí        | No     | Segment de ABCs of Death 2; Co-dirigida amb Bruno Samper; També productor |

Llargmetratges
| Any  | Títol           | Director | Guionista | Productor |
| ---- | --------------- | -------- | --------- | --------- |
| 2008 | Kolekcionierė   | Sí       | Sí        | No        |
| 2012 | Vanishing Waves | Sí       | Sí        | No        |
| 2022 | Vesper          | Sí       | Sí        | Sí        |

## Premis i nominacions
| Any  | Premi                                                                                           | Categoria                                 | Títol           | Resultat  | Ref.   |
| ---- | ----------------------------------------------------------------------------------------------- | ----------------------------------------- | --------------- | --------- | ------ |
| 2008 | Sidabrinė gervė                                                                                 | Millor pel·lícula                         | Kolekcionierė   | Guanyador |        |
| 2008 | Sidabrinė gervė                                                                                 | Millor director                           | Kolekcionierė   | Nominat   |        |
| 2008 | Sidabrinė gervė                                                                                 | Millor guió                               | Kolekcionierė   | Nominat   | [ 17 ] |
| 2008 | XVII Festival de cinema obert dels països de la CEI, Letònia, Lituània i Estònia Kinoshock 2008 | Millor director                           | Kolekcionierė   | Guanyador | [ 18 ] |
| 2012 | Festival Internacional de Cinema de Karlovy Vary Programa: East of West                         | Menció especial                           | Vanishing Waves | Guanyador | [ 19 ] |
| 2012 | Festival Internacional de Cinema Fantàstic de Neuchâtel                                         | Menció especial del Jurat Internacional   | Vanishing Waves | Guanyador | [ 20 ] |
| 2012 | Festival Internacional de Cinema Fantàstic de Neuchâtel                                         | Premi Narcisse a la millor pel·lícula     | Vanishing Waves | Nominat   |        |
| 2012 | Festival de Cinema de Palić                                                                     | Menció especial                           | Vanishing Waves | Guanyador | [ 21 ] |
| 2012 | Festival Internacional de Cinema de Miskolc                                                     | Jameson Features                          | Vanishing Waves | Guanyador |        |
| 2012 | Festival Internacional de Cinema de Miskolc                                                     | Premi Emeric Pressburger                  | Vanishing Waves | Guanyador | [ 22 ] |
| 2012 | Fantastic Fest                                                                                  | Millor pel·lícula                         | Vanishing Waves | Guanyador |        |
| 2012 | Fantastic Fest                                                                                  | Millor director                           | Vanishing Waves | Guanyador |        |
| 2012 | Fantastic Fest                                                                                  | Millor guió                               | Vanishing Waves | Guanyador | [ 23 ] |
| 2012 | Festival Internacional de Cinema Fantàstic de Lund                                              | Llargmetratge Méliès d'Argent             | Vanishing Waves | Guanyador | [ 24 ] |
| 2012 | XLV Festival Internacional de Cinema Fantàstic de Catalunya                                     | Premi Méliès d'Or al millor llargmetratge | Vanishing Waves | Guanyador | [ 25 ] |
| 2012 | Festival de Cinema de Rio Grind                                                                 | Millor pel·lícula                         | Vanishing Waves | Guanyador | [ 26 ] |
| 2013 | Sidabrinė gervė                                                                                 | Millor pel·lícula                         | Vanishing Waves | Guanyador |        |
| 2013 | Sidabrinė gervė                                                                                 | Millor director                           | Vanishing Waves | Guanyador |        |
| 2013 | Sidabrinė gervė                                                                                 | Millor guió                               | Vanishing Waves | Guanyador | [ 27 ] |
| 2013 | Festival Internacional de Cinema Jameson Dublín                                                 | Millor guió                               | Vanishing Waves | Guanyador | [ 27 ] |
| 2022 | Festival Internacional de Cinema Fantàstic de Bucheon                                           | Premi del Jurat                           | Vesper          | Guanyador | [ 28 ] |
| 2022 | Festival Internacional de Cinema Fantàstic de Bucheon                                           | Golden Raven                              | Vesper          | Guanyador |        |